# 何翼明
何翼明（1958年—2016年9月），臺灣新竹市人，以在各臺灣鐵路車站流浪、繪畫蒸氣火車頭與車站知名。

## 生平
何翼明為1958年生，因父親任職臺灣鐵路管理局而在新竹火車站旁長大。海軍輪機學校畢業後，軍旅生活約十八年。軍旅期間，憑著所學的機械製圖畫起艦艇。他說自己愛畫結構複雜的老舊機械，也畫過M59加農炮、M41輕型坦克。
何翼明2003年時在新竹科學園區工作，從消防管線圖繪製工作。在新竹的父親生病時，他會為打發時間，將畫具帶到醫院消遣。
改行作生意後失敗後，何翼明在2004年經營畫室，但房租繳不起，開始去流浪、繪畫。他會自嘲自己最起碼沒有去偷，反正吃泡麵也能度日，卻擁有全臺灣所有的火車站、鐵道。流浪在外時，多於火車站盥洗、過夜。
在苗栗火車站期間，國立聯合大學教師王本壯曾來買畫、送食物。2005年報導時，何翼明已畫過高雄、台中、嘉義、苗栗等地的火車站，以日治時代巴洛克風格的車站最讓他著迷，但火車頭只愛蒸汽火車。當年，他在台中火車站賣藝有二個多月下來，心得是只賣出十二張畫，其中八張還是親友捧場，只能勉強吃泡麵度日。
何翼明會將火車頭畫作贈與將退休的車長、或充作旅館住宿費。嘉義車站曾請他畫骨董火車頭，臺鐵更將作品當禮物贈給總統。
2010年，由在虎尾鎮經營麵店的陳明杰免費提供住宿，使得何翼明在虎尾定居下來。何翼明會主動去雲林故事館的大樹下作畫，讓好奇的小孩看他的畫。虎尾驛館長吳麗春回憶第一次見面的印象是，全身髒兮兮的何翼明站在虎尾驛門口詢問是否可進來，在請他可在這邊吃飯、畫圖，從此他便常來驛前作畫，成為虎尾街景。

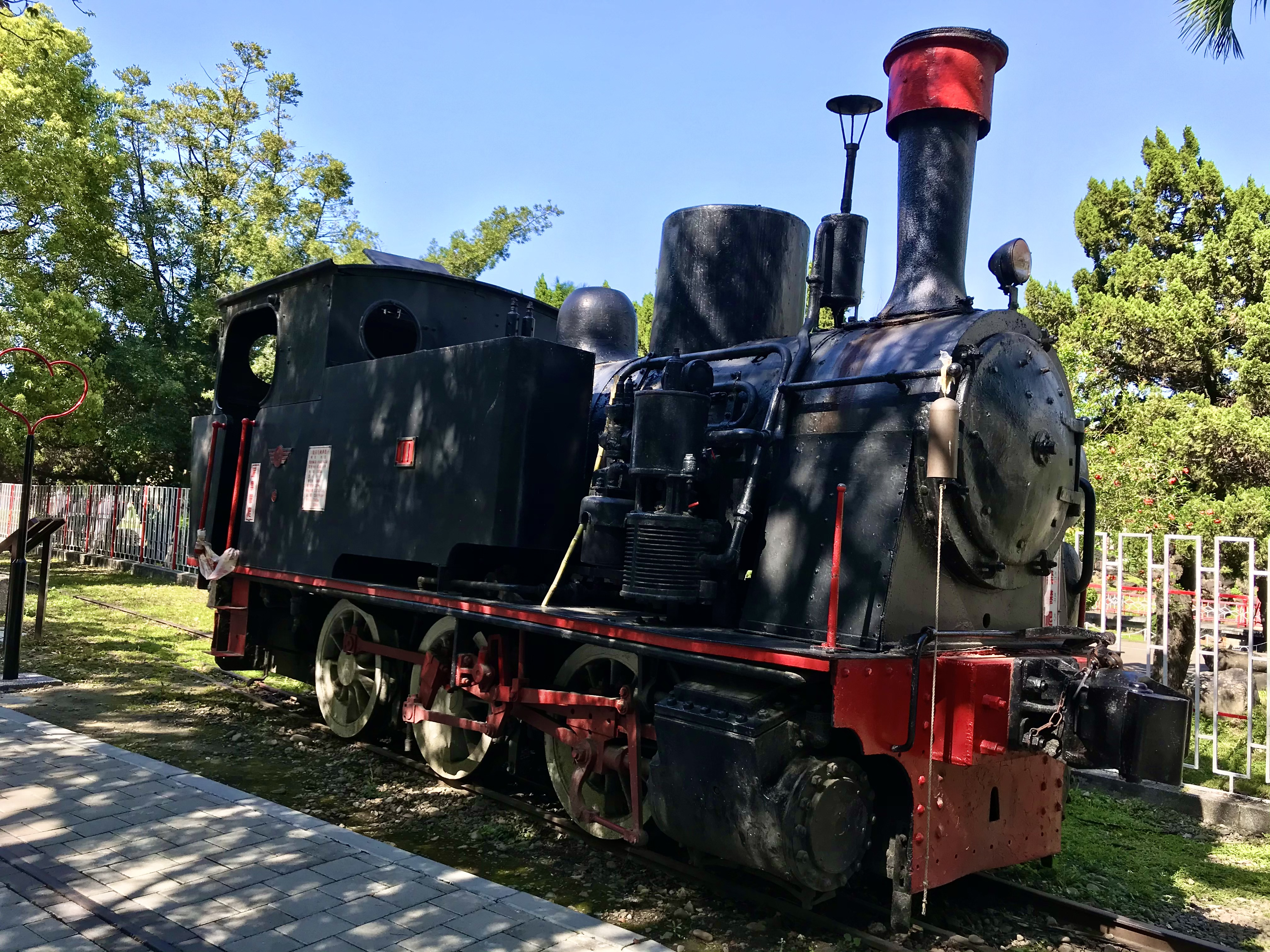
虎尾糖廠11號蒸汽火車頭

2016年9月18日，五十八歲的何翼明被發現因心血管疾病病發，在虎尾的借宿處去世。10月，吳麗春等舉辦追思畫展，何翼明二哥何宗霖、時任中華航空董事長的堂哥何煖軒前來。